# Hybanthus parviflorus
Hybanthus parviflorus là một loài thực vật có hoa trong họ Hoa tím. Loài này được (L.f.) Baill. mô tả khoa học đầu tiên năm 1884.